# تحفه هند (فیلم ۱۳۴۷)
تحفه هند فیلمی به کارگردانی مهدی ژورک و نویسندگی احمد نجیب‌زاده محصول سال ۱۳۴۷ است.

## خلاصه داستان
مردی برای شانه خالی کردن از زیر بار سنگین دیون دوستش تصمیم می‌گیرد که دخترش را به ازدواج پسر او درآورد…

## بازیگران
- جواد قائم مقامی
- کتایون
- احمد قدکچیان
- جمشید مهرداد
- مهدی قلی صفاپور
- یاسمین
- حمیده خیرآبادی